# Stop Making Sense (película)
Stop Making Sense es una película de concierto estadounidense de 1984, que presenta una actuación en vivo de la banda de rock Talking Heads. Fue dirigida por Jonathan Demme, con la producción ejecutiva de Gary Kurfirst, el manager de la banda durante mucho tiempo, y con la dirección de fotografía de Jordan Cronenweth.
La película se filmó durante cuatro noches de diciembre de 1983 en el Teatro Pantages de Hollywood, mientras Talking Heads estaba de gira promocionando su álbum de 1983, Speaking in Tongues. Stop Making Sense incluye interpretaciones del primer sencillo de Talking Heads, "Psycho Killer" (1977), hasta su éxito más reciente en ese momento, "Burning Down the House" (1983). También incluye canciones de la carrera en solitario del líder David Byrne y de Tom Tom Club, el proyecto paralelo del baterista Chris Frantz y la bajista Tina Weymouth.
La película se produjo de forma independiente y la banda misma recaudó el presupuesto de 1,2 millones de dólares. A los cuatro miembros principales de Talking Heads se unieron las coristas Lynn Mabry y Ednah Holt, el guitarrista Alex Weir, el tecladista Bernie Worrell y el percusionista Steve Scales. Stop Making Sense es considerada por muchos críticos como un clásico y una de las mejores películas de conciertos de todos los tiempos. La película es un ejemplo pionero del uso de las primeras técnicas de audio digital. En 2021, la Biblioteca del Congreso de Estados Unidos la seleccionó para su preservación en el Registro Nacional de Cine por ser "cultural, histórica o estéticamente significativa". Una restauración especial en 4K de la película fue relanzada en los cines en septiembre de 2023 por A24.

## Sinopsis
David Byrne, el cantante principal de la banda, sube a un escenario vacío con un reproductor de casetes portátil y una guitarra acústica. Presenta "Psycho Killer" diciendo que quiere reproducir una cinta, pero en realidad una caja de ritmos Roland TR-808 comienza a reproducirse desde la mesa de mezclas.
Con cada canción sucesiva, a Byrne se le unen más miembros de la banda: primero Tina Weymouth para "Heaven" (con Lynn Mabry proporcionando voces en armonía desde los bastidores), segundo Chris Frantz para "Thank You for Sending Me an Angel", y tercero Jerry Harrison para "Found a Job". Posteriormente, se saca el equipo de interpretación y se agrega al conjunto para dar cabida a los músicos adicionales: las coristas Lynn Mabry y Ednah Holt, el tecladista Bernie Worrell, el percusionista Steve Scales y el guitarrista Alex Weir.
La primera canción que presenta a toda la formación es "Burning Down the House", aunque el lanzamiento original de RCA/Columbia Home Video de 1985 (que incluía tres canciones adicionales en dos actuaciones editadas en la película) tiene a toda la banda (menos Worrell) interpretando "Cities" antes de esta canción. La banda también interpreta dos canciones del álbum de la banda sonora de Byrne, The Catherine Wheel, "What a Day That Was" y (como canción adicional en el lanzamiento del video casero) "Big Business".
Byrne abandona el escenario en un momento dado para cambiarse de vestuario, durante el cual la banda paralela liderada por Weymouth-Frantz, Tom Tom Club, interpreta su canción "Genius of Love". La actuación en el Tom Tom Club le permite a Byrne ponerse su "gran traje", un traje de negocios absurdamente grande que usa para la canción "Girlfriend Is Better".
A diferencia de la mayoría de las películas de conciertos, el público prácticamente no es visto durante el concierto. Durante la canción final, "Crosseyed and Painless", el espectador ve imágenes de la audiencia por primera vez.

## Lista de canciones

### DVD y Blu-ray
Todas las pistas están escritas por David Byrne, Chris Frantz, Jerry Harrison y Tina Weymouth, excepto donde se indique lo contrario.
| No. | Título                                | Escrita por                                                        |
| --- | ------------------------------------- | ------------------------------------------------------------------ |
| 1.  | Psycho Killer                         | Byrne, Frantz Weymouth                                             |
| 2.  | Heaven                                | Byrne, Harrison                                                    |
| 3.  | Thank You for Sending Me an Angel     | Byrne                                                              |
| 4.  | Found a Job                           | Byrne                                                              |
| 5.  | Slippery People                       |                                                                    |
| 6.  | Burning Down the house                |                                                                    |
| 7.  | Life During War Time                  |                                                                    |
| 8.  | Making Flippy Floppy                  |                                                                    |
| 9.  | Swamp                                 |                                                                    |
| 10. | What a Day That Was                   | Byrne                                                              |
| 11. | This Must Be the Place (Naive Melody) |                                                                    |
| 12. | Once in a Lifetime                    | Byrne, Brian Eno, Frantz, Harrison, Weymouth                       |
| 13. | Genius of Love                        | Weymouth, Frantz, Adrian Belew, Steven Stanley (como Tom Tom Club) |
| 14. | Girlfriend Is Better                  |                                                                    |
| 15. | Take Me to the River                  | Al Green, Mabon "Teenie" Hodges                                    |
| 16. | Crosseyed and Painless                | Byrne, Brian Eno, Frantz, Harrison, Weymouth                       |

### VHS y LaserDisc
Todas las pistas están escritas por David Byrne, Chris Frantz, Jerry Harrison y Tina Weymouth, excepto donde se indique lo contrario.
| No. | Título                                | Escrita por                                                        | Nota |
| --- | ------------------------------------- | ------------------------------------------------------------------ | ---- |
| 1.  | Psycho Killer                         | Byrne, Frantz Weymouth                                             |      |
| 2.  | Heaven                                | Byrne, Harrison                                                    |      |
| 3.  | Thank You for Sending Me an Angel     | Byrne                                                              |      |
| 4.  | Found a Job                           | Byrne                                                              |      |
| 5.  | Slippery People                       |                                                                    |      |
| 6.  | Cities                                | Byrne                                                              | *    |
| 7.  | Burning Down the house                |                                                                    |      |
| 8.  | Life During Wartime                   |                                                                    |      |
| 9.  | Making Flippy Floppy                  |                                                                    |      |
| 10. | Swamp                                 |                                                                    |      |
| 11. | What a Day That Was                   | Byrne                                                              |      |
| 12. | This Must Be the Place (Naive Melody) |                                                                    |      |
| 13. | Once in a Lifetime                    | Byrne, Brian Eno, Frantz, Harrison, Weymouth                       |      |
| 14. | Big Business                          | Byrne, John Chernoff                                               | *    |
| 15. | I Zimbra                              | Byrne, Eno, Hugo Ball                                              | *    |
| 16. | Genius of Love                        | Weymouth, Frantz, Adrian Belew, Steven Stanley (como Tom Tom Club) |      |
| 17. | Girlfriend Is Better                  |                                                                    |      |
| 18. | Take Me to the River                  | Al Green, Mabon "Teenie" Hodges                                    |      |
| 19. | Crosseyed and Painless                | Byrne, Brian Eno, Frantz, Harrison, Weymouth                       |      |

*Canciones disponibles como material extra en los lanzamientos en DVD y Blu-ray, pero no son parte de la película principal.

## Elenco
Los siguientes son en orden de aparición.
- David Byrne – voz principal, guitarra
- Tina Weymouth – bajo, bajo con teclado, guitarra, voz principal en "Genius of Love"
- Chris Frantz – batería y voz en "Genius of Love" y "Burning Down the House"
- Jerry Harrison – guitarra, teclados, coros
- Steve Scales – percusión, coros
- Lynn Mabry – coros
- Ednah Holt – coros
- Alex Weir – guitarra, coros
- Bernie Worrell – teclados[1]

## Producción
El rodaje de Stop Making Sense abarcó cuatro espectáculos en vivo en el Teatro Pantages de Hollywood en Los Ángeles, entre el 13 y el 16 de diciembre de 1983. Inicialmente se reservaron tres noches, pero se agregó una cuarta, el 16 de diciembre, para filmación adicional. Aunque la película se grabó originalmente utilizando técnicas analógicas, posteriormente fue transferida y luego editada y mezclada digitalmente utilizando una grabadora digital Sony PCM-3324 de 24 pistas. 
Demme, el director, ha declarado que una noche de rodaje se dedicó casi por completo a tomas amplias desde la distancia, para minimizar la intrusión de las cámaras en el escenario. Demme había considerado filmar más en un estudio hecho para recrear el Teatro Pantages, pero la banda se negó a hacerlo porque pensaron que la falta de respuesta del público habría obstaculizado la energía de su actuación. Antes de filmar la película, Byrne le imploró a la banda que usara ropa de colores neutros para que las luces del escenario no iluminaran nada demasiado distintivo. Sin embargo, la ropa de Frantz, el baterista, no había regresado a tiempo para el primer show en el Pantages, por lo que usó un polo color turquesa durante las tres noches para dar continuidad.
Demme también consideró incluir más tomas del público reaccionando a la actuación, como es tradicional en las películas de conciertos. Sin embargo, descubrió que filmar a la audiencia requería iluminación adicional, lo que inhibía la energía de la audiencia. Esto a su vez hizo que la banda se sintiera insegura. Las únicas tomas directas con el público en la película ocurren al final, durante "Crosseyed and Painless".
El gran traje que usa Byrne durante "Girlfriend is Better" se inspiró en parte en los estilos del teatro Noh y se convirtió en un ícono no solo de la película (como aparece en el cartel de la película, por ejemplo), sino del propio Byrne. Byrne dijo: "Estaba en Japón entre giras y estaba viendo teatro tradicional japonés (Kabuki, Noh, Bunraku) y me preguntaba qué ponerme para nuestra próxima gira. Un amigo diseñador de moda (Jurgen Lehl) dijo con su habitual humor: 'Bueno, David, todo es más grande en el escenario'. Se refería a los gestos y todo eso, pero yo apliqué la idea al traje de un hombre de negocios". Pauline Kael declaró en su reseña: "Cuando sale con un 'traje grande' tipo caja (su cuerpo perdido dentro de esta forma que sobresale a su alrededor como el vestuario en las obras de Noh, o como el gran traje de fieltro de Beuys que cuelga de una pared), es un ajuste psicológico perfecto". En el DVD, da su razonamiento detrás del traje: "Quería que mi cabeza pareciera más pequeña y la manera más fácil de lograrlo era hacer mi cuerpo más grande, porque la música es muy física y a menudo el cuerpo la entiende antes que la cabeza".
La película fue concebida con la intención de filmar únicamente el concierto, sin planes de incluir cortes a entrevistas con los miembros de la banda ni de utilizar pantalla dividida. En retrospectiva, la banda reflexionó que fue una sabia decisión: el falso documental This Is Spinal Tap se estrenó el mismo año, por lo que según Weymouth, la corista, la película inevitablemente habría sido comparada con Spinal Tap si hubieran tomado ese enfoque.

## Lanzamiento
Stop Making Sense se estrenó el 24 de abril de 1984 como la película de clausura del Festival Internacional de Cine de San Francisco. Tres meses después, Filmex proyectó la película en su noche de clausura. La película se estrenó comercialmente en Estados Unidos el 19 de octubre de 1984. 
Cuando la película se estrenó por primera vez en formato vídeo doméstico, se restauraron las canciones "Cities" y "Big Business"/"I Zimbra", formándose así lo que se denominó la "edición especial" de la película. Para el relanzamiento de 1999, estas canciones ya no se incluyeron en secuencia con el resto del metraje. Éste y los lanzamientos posteriores en vídeo y DVD han colocado estas canciones después de la película en una versión de fotograma completo sin restaurar.
La película se ha lanzado en Blu-ray, DVD de pantalla ancha, VHS en versiones de pantalla completa y pantalla ancha, y LaserDisc (en Japón).

## Relanzamiento de 2023
Como parte del acuerdo con el distribuidor original de la película, Cinecom, la propiedad de los derechos de Stop Making Sense volvió a Byrne, Weymouth, Frantz y Harrison poco antes del 40º aniversario de su estreno original. Con la esperanza de conmemorar la ocasión, el grupo buscó empresas potenciales con las que asociarse para un relanzamiento y finalmente se decidió por A24. La empresa cinematográfica anunció que había obtenido los derechos de distribución en marzo de 2023, convirtiendo a Stop Making Sense en su segunda adquisición para relanzamiento después de Pi (1998), y reveló planes para lanzar una restauración 4K en los cines en septiembre de ese mismo año.
El estudio buscó la mayor cantidad posible de materiales originales para la restauración, pero rápidamente se dio cuenta, después de anunciar el lanzamiento, que faltaba el negativo original de la película: los distribuidores anteriores simplemente escanearon copias de proyección preexistentes de la película, incluso las del relanzamiento anterior de 1999. Después de una búsqueda exhaustiva, el negativo original de la película fue encontrado en una bóveda de películas de MGM, a pesar de que la compañía no había estado involucrada en la realización de la película. De manera similar, Eric Thorngren y el miembro de Talking Heads, Jerry Harrison, planearon crear nuevas mezclas de sonido Dolby Atmos, inicialmente utilizando materiales del distribuidor anterior y Rhino Records. Sin embargo, se encontraron con dificultades cuando descubrieron que no tenían las pistas de audiencia originales puesto que el audio original estaba almacenado en la biblioteca de Todd-AO, que ya había cerrado y su edificio había sido demolido. Finalmente, se descubrió que la colección de Todd-AO fue reclamada por Sony, que la transportó a un almacén en Kansas, donde se encontraron las pistas de audio originales a tiempo para ser incluidas en la restauración. Utilizando estas pistas originales, así como las sobregrabaciones de posproducción supervisadas originalmente por Demme para corregir errores en la grabación, Thorngren y Harrison remasterizaron minuciosamente el sonido de la película.
El estudio estrenó la nueva restauración el 11 de septiembre de 2023, en 4K en IMAX en el Festival Internacional de Cine de Toronto de 2023, seguido de una sesión de preguntas y respuestas presentada por Spike Lee con Byrne, Weymouth, Frantz y Harrison presentes, reuniendo al grupo por primera vez desde su incorporación al Salón de la Fama del Rock and Roll en 2002.
A24 también lanzó una Edición de Coleccionista 4K en mayo de 2024. El lanzamiento del video doméstico incluye un corte extendido supervisado por los propios miembros de Talking Heads que incluye las interpretaciones de "Cities" y "Big Business / I Zimbra", aunque los negativos originales se habían perdido, pero se compilaron nuevas ediciones utilizando el material restaurado de las cámaras, incluido material inédito. También se incluye la versión extendida de Jonathan Demme con las canciones faltantes, publicada originalmente en VHS y LaserDisc. 
La película se estrenó primero como exhibición exclusiva en IMAX el 22 de septiembre de 2023, antes de dirigirse a los cines convencionales el 29 de septiembre de 2023, a nivel mundial. Rhino Entertainment también lanzó una nueva remasterización de la banda sonora de la película, que incluye el concierto completo por primera vez, en vinilo y digitalmente, el 18 de agosto de 2023.

## Recepción
En el agregador de críticas Rotten Tomatoes, Stop Making Sense cuenta con un índice de aprobación del 100% basado en 66 críticas, con una puntuación media de 9,3/10. El consenso de la crítica del sitio web dice: "Stop Making Sense, de Jonathan Demme, captura el enérgico e impredecible directo de los Talking Heads con color e ingenio visual". Metacritic, que utiliza una media ponderada, asignó a la película una puntuación de 94 sobre 100, lo que indica "aclamación universal". Ganó el Premio de la Sociedad Nacional de Críticos de Cine a la mejor película de no ficción en 1984. La película está considerada ampliamente como una de las mejores películas de conciertos jamás realizadas. The New York Times elogió la producción: “Demme ha capturado el aspecto y el espíritu de su actuación en directo con una osadía y una precisión a la altura del grupo”.
Leonard Maltin, crítico de cine, le dio cuatro de cuatro, describiéndola como "brillantemente concebida, filmada, editada e interpretada" y "una de las mejores películas de rock jamás realizadas". Roger Ebert le dio a la película una calificación de tres estrellas y media, escribiendo que "la abrumadora [sic] impresión que transmite Stop Making Sense es de una energía enorme, de una vida vivida con inmensa alegría... Es un espectáculo en vivo con elementos de Metrópolis... Pero los momentos cumbre de la película se dan con la simple presencia física de Byrne. Trota en un mismo sitio con sus compañeros; corre por el escenario; parece tan feliz de estar vivo y haciendo música... Sirve como recordatorio de lo agrias, cansadas y agotadas que se han vuelto muchas bandas de rock".
Danny Peary, crítico de cine, describió Stop Making Sense como "Fascinante... Lo que sucede en el escenario convierte, incluso a los más escépticos, en seguidores de Talking Heads... Las actuaciones son invariablemente emocionantes, las letras de Byrne son intrigantes. Byrne, con la cabeza moviéndose rítmicamente como si acabara de recibir terapia de choque, es fascinante: ¡qué talento!... Byrne es conocido por su convicción de que la música debe interpretarse de forma interesante y visual, y esto debería enorgullecerlo". Robert Christgau destacó la "claridad sinuosa, casi elegante" de la dirección de Demme, al tiempo que escribió que la película había superado los "límites de lo grandiosa que puede ser una película de conciertos de rock... hasta donde era posible". Christgau la describió como "la mejor película de conciertos", mientras que Pauline Kael, de The New Yorker, la describió como "casi perfecta". John Rockwell, periodista de The New York Times escribió sobre los Talking Heads en esa cinta como "una gran banda de rock estadounidense, con una mezcla de intención artística y pasión populista que difícilmente se ha igualado". En 1985, la película recibió el Gran Premio a la Mejor Película en el Festival de Cine de Gante.

## Legado
La versión cinematográfica de "Once in a Lifetime" apareció en los créditos iniciales de la película de comedia de 1986 Down and Out in Beverly Hills.
Stop Making Sense fue parodiado en un episodio de la serie cómica Documentary Now! En el episodio de la segunda temporada, "Final Transmission", el grupo de New Wave Test Pattern da su último concierto. Incluye referencias a la puesta en escena y los estilos musicales de Talking Heads, con el cantante del grupo (interpretado por Fred Armisen) parodiando a Byrne. Gizmodo proyectó el episodio a Frantz y Weymouth en un vídeo publicado en Internet, en el que ambos se mostraron divertidos y sorprendidos por el nivel de detalle con el que se había parodiado la película.
La imagen del gran traje de Byrne ha sido parodiada en múltiples ocasiones, incluida una parodia de Rich Hall personificando a Byrne y su gran traje en un episodio de Saturday Night Live. El propio Byrne se burló de su enorme traje durante una aparición en The Late Show with Stephen Colbert, donde apareció en un anuncio falso de "David Byrne's Giant Suit Emporium" (El emporio del traje gigante de David Byrne) promocionando su nueva tienda de ropa mientras insistía en que no vendía trajes gigantes como el que llevaba en Stop Making Sense. Byrne aparece en el especial de comedia musical infantil John Mulaney & the Sack Lunch Bunch, interpretando una canción original junto a la intérprete infantil Lexi Perkel. En un momento dado, Byrne y Perkel llevan trajes rosas a juego, siendo el de Perkel varias tallas más grande para ella, en referencia a Stop Making Sense.
La película se proyecta regularmente como película de culto en salas de reestreno de todo el mundo. El Astor Theatre de Melbourne  ha convertido en tradición su proyección en el marco de una "Stop Making Sense Dance Party" cada enero desde 2016. Se fomenta el baile y la participación del público, y muchos acuden disfrazados y con utilería.
En 2021, Stop Making Sense fue seleccionada para su preservación en el Registro Nacional de Películas de Estados Unidos por la Biblioteca del Congreso como "cultural, histórica o estéticamente significativa".
En enero de 2024, A24 Music anunció un álbum homenaje llamado Everyone's Getting Involved: A Tribute to Talking Heads' Stop Making Sense, que salió a la venta el 17 de mayo y en el que aparecen 16 grupos y artistas, entre ellos Él Mató a un Policía Motorizado, The National, Paramore, Lorde y Miley Cyrus, versionando el setlist de Stop Making Sense en orden.